# أحمد المعتضد بالله
أمِيرُ اَلْمُؤْمِنِين وَخَلِيفَةُ المُسْلِمِين أبُو العبَّاس أحمَد المُعْتَضِد بالله بن طَلحة المُوفَّق بن جَعْفَر المُتوكِّل بن مُحَمَّد المُعْتَصِم بن هارُون الرَّشيد اَلْعَبَّاسِي اَلْهَاشِمِيِّ اَلْقُرَشِيِّ (242 - 289 هـ / 856 - 902 م)، المعرُوف اختصارًا باسم المُعْتَضِد أو المُعْتَضِد بالله، هو الخليفة السَّادِس عَشَر من خُلفاء بَني العبَّاس، بويع له بعد موت عمه المعتمد على الله، وكان شجاعاً مهيباً ظاهر الجبروت، شديدا الوطأة على المفسدين. وهو أول خليفة عباسي لم يكن والده خليفة من قبله حيث لم يتول والده طلحة الموفق بالله الخلافة مثل أخوانه الثلاثة (المعتز بالله، المعتمد على الله، المنتصر بالله).

## خلافته
انتعشت الخلافة العباسية بعد تولي عمه الخليفة المعتمد على الله الحكم عام 256 هـ/870 م، وعاد لها ما كانت تتمتع به من هيبة وإجلال، وانقضى نفوذ الأتراك الذين عبثوا بالخلفاء، ولم يعد لهم من الأمر شيء، ولم يكن الخليفة المعتمد هو الذي يقف وراء هذا الانتعاش الذي تشهده الخلافة، وإنما كان أخوه وولي عهده الموفق بالله طلحة هو باعث هذه الصحوة، وكان قائدًا ماهرًا، وسياسيًا فذا، ذا همة عالية وعزيمة قوية، تمكن من الإمساك بزمام الأمور، وقيادة الجند، ومحاربة الأعداء، والمرابطة على الثغور، وتعيين الوزراء والأمراء، وكان قضاؤه على ثورة الزنج أعظم إنجاز له، وكانت ثورة عارمة دامت أكثر من أربعة عشر عامًا، وكادت تعصف بالخلافة.
قال جعيف السمرقندي الحاجب: كنت مع مولاي المعتضد (الخليفة) في بعض متصيداته، وقد انقطع عن العسكر وليس معه غيري، إذا خرج علينا أسد فقصد قصدنا، فقال لي المعتضد: يا جعيف، أفيك خير اليوم؟ قلت: لا والله. قال: ولا أن تمسك فرسي وأنزل أنا؟ قلت: بلى. قال: فنزل عن فرسه وغرز أطراف ثيابه في منطقته، واستلَّ سيفه ورمى بجِرابه إلي، ثم تقدَّم إلى الأسد فوثب الأسد عليه فضربه بالسيف فأطار يده فاشتغل الأسد بيده، فضربه ثانية على هامته ففلقها، فخرَّ الأسد صريعًا. فدنا منه فمسح سيفه في صوفه ثم أقبل إلي فأغمد سيفه في جِرابه، ثم ركب فرسه فذهبنا إلى العسكر.. قال: وصحبته إلى أن مات فما سمعته ذكر ذلك لأحد، فما أدري من أي شيء أعجب؟ من شجاعته أم من عدم احتفاله بذلك حيث لم يذكره لأحد؟ أم من عدم عتبه علي حيث ضنَنتُ بنفسي عنه، والله ما عاتبني في ذلك قطُّ.
وكان قد أشاع العدل والرخاء وردَّ المظالم وألغى الضرائب، فأحبَّه الناس، وقام بتذليل السلاطين لخدمته وقاد الحروب بنفسه وأعاد هيبة العرب وبني العباس.
قال ابن الرومي عنه مادحا إياه:

## من أخباره
عمل دار الندوة التي بناها قصي بن كلاب وصيرها مسجدا وأبطل النيروز في بغداد من وقيد النيران وأزال سنة المجوس وصلى بالناس صلاة عيد الأضحى، فكبر ستا، ولم تسمع منه خطبة ومنع الوراقين من بيع كتب الفلاسفة وما شاكلها ومنع القصاصين والمنجمين من القعود في الطريق وأعاد الخلافة إلى بغداد

## وفاته
توفي المعتضد بالله عن عمر ناهز 48 عامًا، واعتلَّ علَّة صعبة، ومات في الثامن من ذي الحجة سنة 289 للهجرة.